# Некий господин
«Некий господин» (фр. Un certain monsieur) — французский кинофильм с Луи де Фюнесом.

## Сюжет
Действие происходит в маленьком захолустном городке Советер в низовьях Сены. В поисках вазы для своей жены мсье Леонар заходит в антикварный магазин. Но антиквар внезапно умирает на глазах у покупательницы. Врач констатирует смерть от разрыва аневризмы. Комиссару Бельфонтену поручается расследовать причины смерти, а журналист Томас Будебеф (Луи де Фюнес) уже окрестил дело «смертельная ваза» и высказал полицейским свою версию происшедшего.
В ходе расследования полиция выходит на след банды, состоящей из трёх человек, которую разыскивают уже в течение двух лет.